# United States Antarctic Program

Emblem des USAP

Das 1959 gegründete United States Antarctic Program oder kurz USAP (früher bekannt als United States Antarctic Research Program oder USARP und United States Antarctic Service oder USAS) ist eine Organisation der US-Regierung und in der Antarktis präsent. Sie koordiniert Forschung und Unterstützung für Forschung in der Region. Die Ziele der Organisation sind

„[…] die Ausweitung von fundamentalem Wissen über die Region, die Förderung von Forschung zu globalen und regionalen Fragen von aktueller wissenschaftlicher Bedeutung und der Gebrauch der Region als Basis, von der aus man die Forschung unterstützt.“

Das US-Antarktisprogramm, gegründet vom Polarprogramm-Büro der National Science Foundation, unterstützt nur Forschungsprogramme, die nur oder am besten in der Antarktis unternommen werden können.
Momentan unterhält das USAP drei ganzjährige Forschungsstationen in der Antarktis (die McMurdo-Station, die Amundsen-Scott-Südpolstation und die Palmer-Station), außerdem zahlreiche saisonbedingte Feldlager. Zusätzlich unterhält das USAP Forschungsschiffe, die antarktische Gewässer befahren.
Sitz der Behörde ist Arlington (Virginia).